# Застава М53
Застава М53 је југословенски митраљез опште намене који је између 1954. и 1971. производила фабрика Заводи црвена застава, данас Застава оружје из Крагујевца. Развијен је на основу немачког митраљеза МГ 42  у калибру 7.92 × 57 mm који је у то време био основни калибар ЈНА.
Једине разлике у односу на оригинал су нешто снажнија повратна опруга којом је брзине паљбе смањена на око 950 метака у минути, дрвени кундак за разлику од немачког оригинала који је имао пластични, као и нешто дуже ножице. Остале карактеристике оригинала су задржане, што М53 чини готово идентичном копијом. Могуће је користити делове са МГ 42 на М53 и обрнуто. Као и оригинални, био је познат под надимком "шарац".

## Карактеристике
М53 је поуздано оружје робусне конструкције тежине око 11,5 килограма. Главни делови: сандук, поклопац сандука и навлака цеви су израђени пресовањем лимова. На поклопцу сандука су утиснути грб СФРЈ и ознака „Предузеће 44”.
Дејствује из реденика на принципу трзаја цеви са одложеним брављењем затварача у пливајућој комори са ваљцима. Реденик прима педесет метака, али је могуће спајање више реденика ради дужег дејствовања. Омогућава три начина борбеног деловања: са својих ножица као пушкомитраљез, са постоља као митраљез или као противавионски митраљез са ПА додатка на постољу.
Постоље је троножац од челичних цеви тежине двадесетак килограма са граничницима за дејство по правцу и аутоматским механизмом за кошење по дубини и на њега се може поставити оптички нишан. Када дејствује са постоља као митраљез, реденик уводи помоћник, а када дејствује као пушкомитраљез, реденик је могуће сместити у добош и тада нишанџија може дејствовати самостално. Добош прима један реденик капацитета педесет метака.
Оружје је ваздушно хлађено и због велике брзине паљбе се доста загрева, па је предвиђена измена цеви која се врши брзо и једноставно помоћу браве са десне стране навлаке. Одбрављивањем се цев истовремено избацује у десну страну.
У борбеном комплету се поред реденика, добоша и постоља налазе и резервни алат и прибор са азбестном рукавицом за измену цеви и справом за вађење закинутих чаура, као и једна или две резервне цеви и муницијске кутије. Посаду чине три војника: нишанџија, помоћник и доносилац муниције.
Према формацији ЈНА, сваки пешадијски вод је имао митраљеско одељење са две посаде опремљене митраљезима М53 са постољима.

## Корисници
- Србија
- Босна и Херцеговина
- Хрватска
- Македонија
- Ирак: Оружје је извезено у земљу током осамдесетих и интензивно је коришћено током рата између Ирана и Ирака и у оба Заливска рата [2]
- СФРЈ
- Србија и Црна Гора
- Република Српска бивши корисник